# Argemiro Dornelles
Argemiro Dornelles           (São Borja, 28 de junho de 1890—Porto Alegre, 22 de janeiro de 1951) foi um ex- futebolista do Sport Club Internacional e médico brasileiro.

## Biografia
Nascido em São Borja no ano de 1890, Dornelles atuou no Sport Club Internacional, integrando a equipe dos primeiros jogadores do clube. 
Depois, formou-se em Medicina no ano de 1914 e se especializou na Europa, exercendo a docência como Professor Universitário da UFRGS, assim como também fez parte do corpo clínico do Hospital da Santa Casa de Misericórdia de Porto Alegre durante duas décadas.
Ingressou na área dos Sistemas sindicais como Líder Sindicalista. Também um Ativista Político.
Casou-se com Inah Seabra em 1916, com quem teve quatro filhos: Beatriz(1917)-(1990), Laura(1919)-(2002), Paulo(1921)-(2007) e Carlos(1934-2007).
Dornelles faleceu precocemente em 22 de janeiro de 1951, aos 60 anos, de infarto agudo do miocárdio.
A cidade de Guaíba tem uma rua que leva o seu nome: a Rua Argemiro Dornelles, no bairro Colina, onde ficava a sua casa de veraneio, localizada em frente ao Rio Guaíba, que ele muito frequentara.

## Enquanto jogador

Nesta imagem de 1912, Dornelles é o terceiro à direita, na fileira do meio.

Atuou como um dos primeiros jogadores do Sport Club Internacional. Na época dos primeiros jogos do time colorado, Dornelles entrou para a história, por estar nas escalações mais antigas do clube.
Foi um período, onde era bastante comum estudantes universitários fazerem parte dos times de futebol. No caso do Internacional, o mesmo, era formado por uma quantidade significativa de estudantes de medicina. 
Dornelles, jogou de 1910 até 1914, porém, ele entrou na escalação do time principal somente em 1912, na posição de lateral direita. 
Após três anos da fundação do Internacional foi que o time jogou a sua primeira partida em outra cidade. Foram 19 horas de viagem de barco a vapor até Pelotas, para a realização de dois amistosos. O internacional voltou vitorioso nas duas partidas.  
No mesmo ano, o internacional venceu do Grêmio por 2x1, conquistando o torneio “A Taça 12 de Abril”.  Fora a 3ª edição dessa competição municipal de futebol, onde o Grêmio havia ganhado nos dois anos anteriores. Abaixo na foto a escalação vencedora. Dornelles é o terceiro em pé:

Em 1914, quando se formou médico, aos 25 anos, Dornelles encerrou a carreira futebolística.

## Enquanto médico
Formou-se em Medicina pela Faculdade de Medicina de Porto Alegre em 1914. Sua primeira formação foi em Nefrologia. Especializou-se na Europa em Ginecologia e Obstetrícia. Quando retornou, fez parte do corpo clínico do Hospital da Santa Casa de Misericórdia de Porto Alegre de 1924 a 1938, além de atender no seu próprio consultório, nas tardes, por três décadas, no mesmo endereço de sempre - a chamada Rua dos Andradas, localizada no Centro Histórico de Porto Alegre.

imagem do anúncio de seu consultório, no Jornal Correio do Povo, do ano de 1926.

Na área acadêmica foi professor entre 1934 e 1943, atuando como docente de Clínica em Ginecologia, tornando-se chefe da Clínica Ginecológica da faculdade em que se formara.
Também fez parte do Sindicato Médico do Rio Grande do Sul, o chamado SIMERS, da qual foi Presidente de 1937 a 1939. Em 1947, integrou à equipe que criou a Associação de Obstetrícia e Ginecologia do Rio Grande do Sul, atuando como primeiro secretário.

## Enquanto político
Apesar de ser um apreciador de literatura, sobretudo sobre temas políticos, Dornelles não investiu na carreira, porém, viveu e conviveu com diversas personalidades ilustres do mundo da política da sua época. Fez parte de uma geração que viveu revoluções e combates que marcaram a história do Rio Grande do Sul. 
Foi um formador de opinião, através do convívio próximo com grandes figuras marcantes.
A UFRGS, em Porto Alegre, possui em seu acervo, e, digitalizadas, através do site da Universidade, um apanhado de cartas trocadas entre Dornelles e o líder político Raul Pilla.
Argemiro e Pilla trocaram na década de 1920 diversas cartas, enquanto o estado do Rio Grande do Sul atravessava um período turbulento de disputas, que culminariam na Revolução de 1923.
Raul Pilla desde jovem, fora republicano e maragato, defensor das ideias de Joaquim Francisco de Assis Brasil. Já Argemiro, pelo conteúdo de seus escritos, se mostrava descontente, e contrário de seu amigo Pilla.
Argemiro também conviveu com Getúlio Vargas, quando ainda morava em São Borja; além de primo e amigos, foram correligionários políticos.